# Bernabé Ferreyra
Bernabé Ferreyra (Rufino, Santa Fe, 12 de febrero de 1909 - 22 de mayo de 1972, Buenos Aires) fue un futbolista argentino, reconocido como uno de los más destacados goleadores del fútbol mundial en los años 1930. Es el único jugador argentino que ostenta más goles que partidos disputados. Es considerado el primer ídolo de River Plate.
La Asociación del Fútbol Argentino lo ha incluido entre los 24 futbolistas argentinos que integran el Salón de la Fama.

## Trayectoria deportiva

### Sus inicios
Comenzó en el club Jorge Newbery de Rufino, a donde lo llevaron sus hermanos mayores que allí jugaban y a los 15 años ya estaba en el equipo de primera del club y sorprendía por sus goles. Cuando a su hermano lo trasladaron en su trabajo se mudó a la ciudad de Junín, en la provincia de Buenos Aires, donde comenzó a trabajar como pintor en los talleres del ferrocarril. Simultáneamente ingresó al primer equipo de fútbol de B.A.P., donde debutó ante Sarmiento el domingo 9 de octubre de 1927 y al convertir el único gol del partido le dio el triunfo a su club que ese año obtuvo el campeonato de la Liga Juninense, con él como goleador.
En 1926 firmó para Newell's Old Boys de Rosario. Su debut en la máxima categoría Rojinegra se produjo el 12 de septiembre de 1926, en la cancha de Sparta, en la igualdad 1 a 1, ante el elenco local. Disputó 3 partidos en la primera de Newell´s. Luego al finalizar el año regresó a su localidad.
En 1927, con 18 años, Bernabé fue a probarse al club Talleres de Escalada, que al igual que Pacífico, estaba vinculado al ferrocarril, pero no le vieron condiciones por lo que siguió en Junín hasta 1929.

### Salto a la fama con Tigre

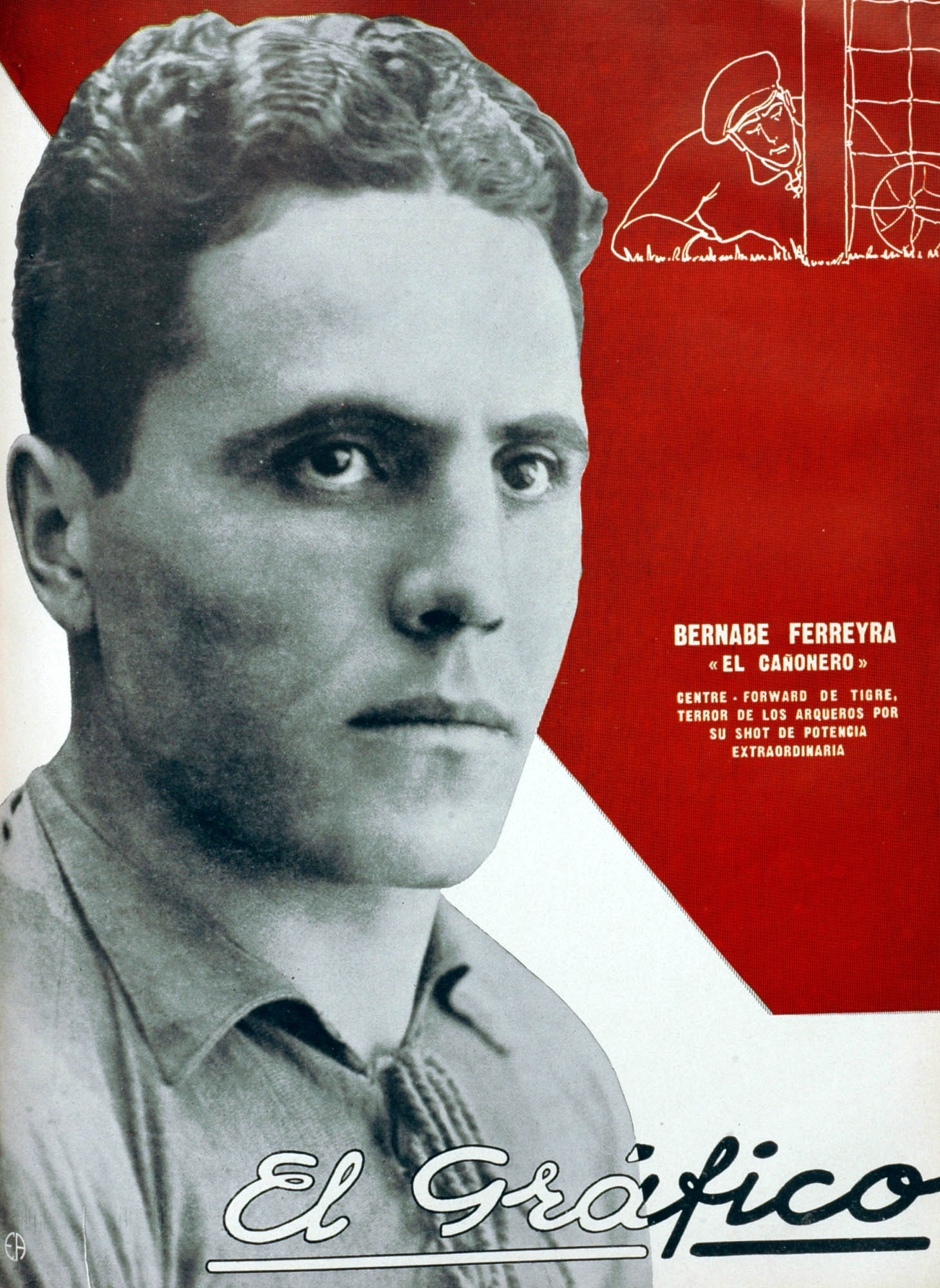
Bernabé Ferreyra en la portada de la revista El Gráfico cuando jugaba para Tigre en 1932.

Tigre lanzó a la fama a uno de los mejores jugadores de todos los tiempos. «El hombre que revolucionó toda una época», dicen los entendidos. El mejor jugador de los años 1930.
Un día lo vio Alberto Monge, un buscador de talentos, y le propuso ir a jugar al Club Atlético Tigre. Bernabé dudaba pero terminó aceptando por la insistencia de Paulino, su hermano. En su primer partido, en 1929, se ganó el corazón de los hinchas de su nuevo club, al anotar cuatro goles.
Tigre prestó al jugador a Huracán en forma gratuita para una gira en Brasil, como era habitual en la época amateur, y Bernabé en ocho partidos convirtió once goles. Luego fue también a préstamo a Vélez Sarsfield que hacía una gira por América con un equipo de 10 jugadores propios y 7 prestados por otros clubes. En un total de 25 partidos, marcó 38 goles.
Contra un equipo peruano, Bernabé desmayó al arquero de un pelotazo y cuando pasó a visitarlo al hospital le pidió: «Si nos volvemos a enfrentar, avíseme antes de patear». Siguió la gira y a la vuelta volvieron a pasar por Perú para la revancha. Bernabé le avisó que iba a patear y le hizo el gol igual. El arquero le agradeció. En esa misma gira, un árbitro le hizo patear cuatro veces un penal. Bernabé le advirtió: "Siga que puedo meterla adentro una semana seguida".
Regresó a Tigre en abril de 1931 para disputar el primer torneo de Primera División en la era profesional. De esa temporada se recuerda el partido en cancha de Boca Juniors en el cual su equipo iba perdiendo por dos goles contra San Lorenzo de Almagro y, faltando 10 minutos de juego, en ese lapso Bernabé, hizo tres tantos logrando la victoria ante el por entonces líder del torneo. Desde ahí siguió su racha, en 13 partidos metió 20 goles.
Este hecho fue determinante para su posterior venta a River Plate por una cifra récord a nivel mundial.

### El éxito en River
River Plate a comienzos de 1932, le pagó a Tigre por Bernabé Ferreyra, la suma de 35 000 pesos, en lo fue la cifra más alta abonada hasta ese momento por el pase de un jugador en el fútbol mundial.
El 13 de marzo de 1932, Bernabé debutó en River con dos goles ante Chacarita Juniors. Al término del partido, iba un muchacho con un señor mayor y le preguntó qué le había parecido Bernabé. "No es un hombre, es una fiera", le respondió. Hugo Marini, periodista del diario Diario Crítica, lo escuchó y lo puso en su crónica. Ahí tuvo certificado de nacimiento uno de sus apodos, La Fiera. A partir de ese día convirtió 19 goles en 12 fechas consecutivas, una marca todavía insuperable que se cortó ante Huracán, cuyo arquero De Nicola recibió el premio que se ofrecía a quien terminara con el arco invicto.

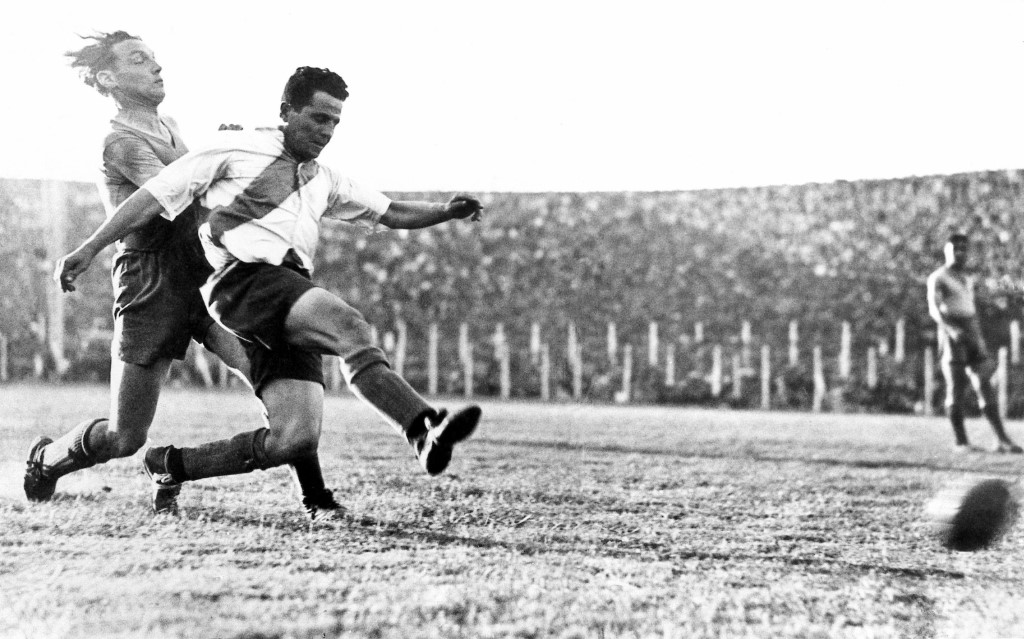
Bernabé Ferreyra convirtiendo un gol contra Boca Juniors en 1937.

Fernando Bello, arquero de Independiente, le atajó un penal el 15 de abril de 1934 pero por su potencia le quebró las 2 muñecas y el arquero se desmayó.
Enseguida lo bautizaron de otros modos: «El mortero de Rufino», «Cañonero», «Romperredes», «Balazo», porque la mayoría de sus goles fueron anotados desde 30 metros. Se llenaban los estadios en que jugaba y esa temporada River Plate ganó su primer título en la era profesional, con Bernabé como máximo goleador con 47 goles a 19 goles de diferencia con su perseguidor. Fue campeón nuevamente en 1936 y 1937. En 1936 fue el tercer mayor goleador con 15 goles a 4 del máximo artillero. En la Selección Argentina de fútbol jugó pocos partidos en el Sudamericano de Fútbol de 1937, donde salió campeón.
Su presencia en River desató una locura colectiva. La entrada valía 1 peso y al 3.º partido el club recuperó los 10 000 pesos que le dio de prima. Fue un fenómeno social de tal magnitud que cuando el equipo iba de gira por el interior, el precio del boleto variaba según jugaba Bernabé o no.
Su falta de habilidad quedaba mejor disimulada en los días de lluvia y a él le fascinaba jugar con la pelota mojada y embarrada para que pesara más. Por eso, cuando la lluvia no aparecía y River jugaba de local, se preparaba la pelota.
En aquel tiempo el balón era de tiento y llevaba una cámara adentro, Bernabé la desinflaba y la colocaba dentro de otra, ponía estas 2 cámaras dentro del cuero, la cosía y esa pelota especial descansaba 48 horas antes del partido en un balde con agua. El día del partido esa pelota especial era una bomba.
Jamás usó protección en sus piernas y nunca se vendaba los tobillos.
"Así que usted es Bernabé. Vine a saludarlo porque los diarios hablan más de sus goles que de mí", le dijo el presidente Agustín Justo. Tímido por naturaleza, Bernabé se sonrojaba cuando lo elogiaban. "Siempre me llenó de orgullo su sencillez. Aún en plena fama le preguntó a mamá si lo que se decía sobre él era verdad", cuenta su hijo. Otra anécdota que muestra su humildad ocurrió en 1933. "Así que usted es La Fiera", le preguntó un hombre trajeado y con sombrero. "No, maestro. La Fiera es usted cuando canta", le respondió a Carlos Gardel la primera vez que se encontraron.
Un dato curioso es que Ferreyra hizo ganar el superclásico al equipo millonario en 1932 al hacer un gol metiendo la pelota en la red después de haber desmayado al arquero xeneize, Arico Suárez, de un pelotazo en el estómago.
Su peso era de 73 kilogramos y medía 1,72 metros.
No hubo quizás, jugador en la historia del fútbol argentino que haya gravitado tanto en las recaudaciones, la gente iba a ver a Bernabé y sus golazos.

### El retiro obligado

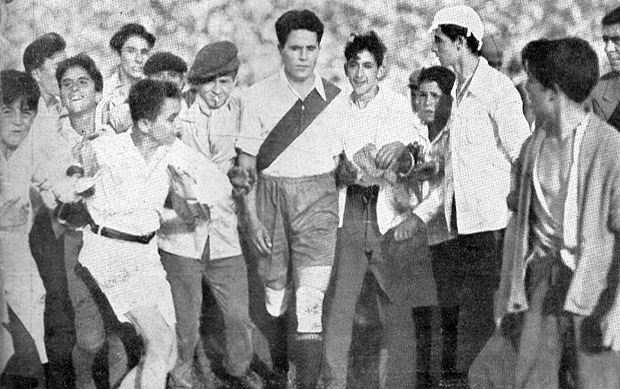
Bernabé Ferreyra en su último partido en 1939.

En 1939 debió retirarse debido a que los reiterados golpes durante los partidos le provocaron múltiples desgarros. En River Plate había jugado 185 partidos y marcado 187 goles entre 1932 y 1939. Después de su retiro, trabajó como cuidador de la cancha de paleta del club.
Nunca se olvidó de su ciudad natal, a la que volvía después de cada partido que jugaba y donde se encontraba al fallecer.
Murió el 22 de mayo de 1972 y lo sobrevivieron su esposa Juana Boneto de Ferreyra y sus hijos Bernabé y Carlos. Sus restos fueron velados en el hall central de River Plate y enterrados luego en el cementerio de Rufino.

## Valoración
Fue en el Club Atlético Tigre donde Ferreyra se lanzó a la fama a base de una enormidad de goles; luego fue la primera gran estrella que tuvo el club River Plate, y uno de los primeros jugadores de la era profesional del fútbol argentino en alcanzar gran popularidad. Actuó en cuatro películas, fue mencionado en tangos y en su ciudad natal hay un club deportivo y una calle que llevan su nombre.
Según la IFFHS convirtió 232 goles en 228 partidos en torneos de Primera División, alcanzando un promedio de 1.01 gol por partido, al igual que Valeriano López y Arthur Friedenreich, los únicos e futbolistas de Latinoamérica que convirtieron más tantos que encuentros disputados.
Bernabé Ferreyra jugaba como centrodelantero, ya que por entonces las camisetas no llevaban números y se distinguía a los jugadores por su ubicación. El futbolista argentino no sólo tenía potencia en su tiro sino que también se destacó por su inteligencia a la hora de repartir el juego y por gambetear con rapidez. La crónica de la época hace constar que la mayoría de sus goles era el resultado, más que de la fabulosa fuerza de su remate, de su velocidad mental y su acción resuelta para liquidar una situación con el pelotazo inesperado y sin vacilaciones.
En 1978 la municipalidad de Rufino decidió que la calle que pasa por el club Jorge Newbery, donde comenzó su carrera pasara a llamarse Bernabé Ferreyra. En Junín también se asignó su nombre a una calle, en 1991.

## Clubes
| Club        | País      | Año       |
| ----------- | --------- | --------- |
| Tigre       | Argentina | 1929-1931 |
| River Plate | Argentina | 1932-1939 |

## Estadísticas
Datos actualizados a fin de carrera deportiva.
| Tigre Argentina |                     |                     |     |     |    |    |   |     |     |      |      |
| 1.ª | 1929                | 13                  | 9   | -   | -  | -  | - | 13  | 9   | 0,69 |      |
| 1.ª | 1930                | 24                  | 18  | -   | -  | -  | - | 24  | 18  | 0,75 |      |
| 1.ª | 1931                | 13                  | 20  | -   | -  | -  | - | 13  | 20  | 1,53 |      |
| Total | Total               | 50                  | 47  | 0   | 0  | 0  | 0 | 50  | 47  | 0,94 |      |
| River Plate Argentina |                     |                     |     |     |    |    |   |     |     |      |      |
| 1.ª | 1932                | 33                  | 44  | 3   | 3  | -  | - | 36  | 47  | 1,30 |      |
| 1.ª | 1933                | 30                  | 27  | 5   | 4  | -  | - | 35  | 31  | 0,88 |      |
| 1.ª | 1934                | 29                  | 30  | -   | -  | -  | - | 29  | 30  | 1,03 |      |
| 1.ª | 1935                | 28                  | 25  | -   | -  | -  | - | 28  | 25  | 0,89 |      |
| 1.ª | 1936                | 23                  | 24  | -   | -  | 1  | 2 | 24  | 26  | 1,08 |      |
| 1.ª | 1937                | 30                  | 27  | 1   | 3  | 1  | 2 | 32  | 32  | 1,00 |      |
| 1.ª | 1938                | 9                   | 9   | -   | -  | -  | - | 9   | 9   | 1,00 |      |
| 1.ª | 1939                | 2                   | 2   | -   | -  | -  | - | 2   | 2   | 1,00 |      |
| Total | Total               | 184                 | 188 | 9   | 10 | 2  | 4 | 195 | 202 | 1,03 |      |
| Total en su carrera | Total en su carrera | Total en su carrera | 234 | 235 | 9  | 10 | 2 | 4   | 245 | 249  | 1,01 |
| (1) Las copas nacionales se refiere a la Copa de Competencia (1932, 1933), Copa Beccar Varela (1933), y la Copa Ibarguren (1937). (2) Las copas internacionales se refiere a la Copa Aldao (1936, 1937). |                     |                     |     |     |    |    |   |     |     |      |      |

## Palmarés

### Campeonatos regionales
| Título                   | Club              | Provincia    | Año  |
| ------------------------ | ----------------- | ------------ | ---- |
| Liga Venadense de Fútbol | Jorge Newbery     | Santa Fe     | 1926 |
| Liga Deportiva del Oeste | B. A. al Pacífico | Buenos Aires | 1927 |

### Campeonatos nacionales
| Título           | Club        | País      | Año      |
| ---------------- | ----------- | --------- | -------- |
| Primera División | River Plate | Argentina | 1932     |
| Primera División | River Plate | Argentina | CC-1936  |
| Primera División | River Plate | Argentina | CdO-1936 |
| Primera División | River Plate | Argentina | 1937     |

### Copas nacionales
| Título              | Club        | País      | Año  |
| ------------------- | ----------- | --------- | ---- |
| Copa de Competencia | River Plate | Argentina | 1932 |
| Copa Ibarguren      | River Plate | Argentina | 1937 |

### Copas internacionales
| Título       | Equipo              | Sede         | Año  |
| ------------ | ------------------- | ------------ | ---- |
| Copa Aldao   | River Plate         | Montevideo   | 1936 |
| Copa América | Selección argentina | Argentina    | 1937 |
| Copa Aldao   | River Plate         | Buenos Aires | 1937 |

### Distinciones individuales
| Distinción                                                      | Año  |
| --------------------------------------------------------------- | ---- |
| Jugador del año en 1931                                         | 1931 |
| Máximo goleador del Campeonato de Primera División de Argentina | 1932 |

## Popularidad

### Bernabé y el tango
El tango La Fiera está dedicado a Bernabé Ferreyra y su estrofa inicial dice: 

“En el foot-ball nacional/ se destaca un jugador/ de lo más fenomenal/ por ser un gran goleador".

En el tango El sueño del pibe (1942) dice el muchacho que está citado para hacer una prueba en el club y sueña con emular a grandes jugadores: 

"Dicen los muchachos/ del oeste Argentino/ que tengo más tiro/ que el gran Bernabé."

El músico de tango Aníbal Troilo, fanático de River Plate, se hizo amigo entrañable de Bernabé Ferreyra, luego de que La Fiera llegara al club. Hay una frase que sintetiza todo el fervor de Troilo:

“Nunca va a haber un ídolo como Bernabé. Puede que haya habido mejores jugadores, pero ídolos como él no habrá. ¡Mataba! ¡Asesinaba! Fue único. Es indiscutible, así como hubo un solo Leguizamo, un solo Gardel, un solo Fangio y un solo Bernabé. ¿Sabés lo que representa Bernabé para el pueblo? Gente que nunca había pisado una cancha iba solamente a verlo a él. En un momento en el que el fútbol estaba bastante bajo, lo levantó él solo.”

### Bernabé y el cine
Debutó como actor en 1937 en la película El cañonero de Giles, dirigida por Manuel Romero. El título de esta comedia es una parodia del apodo de Bernabé y trata sobre un futbolista interpretado por Luis Sandrini que tiene el don de adquirir una gran fuerza al escuchar el ladrido de un perro.
En 1940, ya retirado del fútbol profesional, actuó en El susto que Pérez se llevó, dirigido por Richard Harlan. Película cómica con pretensión de contenido social con un elenco encabezado por Augusto Codecá y Fanny Navarro.
Luego vino Hay que casar a Ernesto, en 1941, dirigida por Orestes Caviglia con la actuación de Tito Lusiardo y Niní Gambier, que trata sobre las desventuras de un soltero acosado por sus vecinos que procuran que se case.
Finalmente fue La importancia de ser ladrón, en 1944, dirigida por Julio Saraceni, sobre la historia de un modesto empleado interpretado por Francisco Álvarez a quien por error se le adjudica una gran defraudación.